# ألكسندر كوتش (ممثل)
ألكسندر كوتش  (بالإنجليزية: Alexander Koch);(مواليد 24 فبراير 1988 في غروس بوينت بارك، الولايات المتحدة)، هو ممثل أمريكي بدأ مسيرته الفنية عام 2011. يلعب الآن دوراً رئيسيّاً بشخصية جونيور رينيه في مسلسل تحت القبة على قناة CBS والمقتبس من رواية تحت القبة لستيفن كينغ. ويقيم حاليّاً في لوس أنجلوس.

## وصلات خارجية
- ألكسندر كوتش على موقع IMDb (الإنجليزية)
- ألكسندر كوتش على موقع روتن توميتوز (الإنجليزية)
- ألكسندر كوتش على موقع قاعدة بيانات الفيلم (الإنجليزية)